# 李中寧
李中寧（英語：John Lee Chung-Ling，1955年3月25日—），前香港無綫電視及電影男藝人。他早年就讀聖貞德中學，是1980年代小生，有「大碼版梁朝偉」的封號，與郭富城、邵仲衡、胡越山、李耀敬、林穎嫺、邱淑貞、李婉華、吳詠紅、崔加寶被力捧稱之為「銀河十星」，在80年代至90年代中期間參與很多無綫電視劇集，後轉拍三級電影《三度誘惑》獲得知名度，成為三級片演員，接連參演相關類型作品。1995年，他在參演《信有明天》後，便淡出演藝圈。曾在英國投資生意失敗，其後返港，現於北角一幢大廈任職保安員。

## 演出作品

### 電視劇（無綫電視）
| 年份   | 劇名               | 角色         |
| 1987年 | 城市故事           | 遊戲節目觀眾 |
| 1987年 | 香港的月亮         |              |
| 1988年 | 奉旨成親           |              |
| 1988年 | 大都會             |              |
| 1988年 | 飛躍霓裳           |              |
| 1988年 | 老子萬歲           |              |
| 1988年 | 檸檬丈夫           | 高志超       |
| 1989年 | 花月佳期           |              |
| 1989年 | 富貴流氓           |              |
| 1989年 | 晉文公傳奇         | 申生         |
| 1990年 | 成功路上           |              |
| 1990年 | 優皮幹探           |              |
| 1990年 | 水鄉危情           | 周智         |
| 1990年 | 笑傲在明天         | 許忠誠       |
| 1990年 | 傲劍春秋           |              |
| 1990年 | 歡樂山城           | 林阿嬌       |
| 1991年 | 龍鳳情長           | 牛百南       |
| 1991年 | 三八佳人           | 李忠明       |
| 1992年 | 龍的天空           | 紀南         |
| 1992年 | 反斗威龍           | 王志強       |
| 1992年 | 小男人出差         | 更勁         |
| 1993年 | 老襯喜相逢         |              |
| 1994年 | 一夫三妻           | 鍾國良       |
| 1994年 | 金毛獅王           | 丁牛         |
| 1994年 | 成日受傷的男人     | 蘇馬田       |
| 1994年 | 獨臂刀客           | 侯飛         |
| 1994年 | 新父子時代         | 顏醫生       |
| 1994年 | 阿Sir早晨          | 劉英傑       |
| 1994年 | 愛有明天：麻雀爸媽 | 阿漢         |

### 電視劇（香港電台）
- 1990年《法門：彼得的抉擇》飾 Peter

### 電影
- 求愛敢死隊（1988）
- 小男人週記 II 錯在新宿（1990） 飾 李寧
- 三度誘惑（1990）
- 四度誘惑（1991）
- 一世好命（1991）
- 五億探長雷洛傳：雷老虎（1991）
- 獨自去偷歡（1992）
- 哎也女朋友（1992）
- 夜夜伴肥嬌（1992）
- 情不自禁II霎時衝動（1992）
- 男盜女娼（1992）
- 雞年大姦情（1993）
- 蝦碌情聖（1993）
- 警花肉搏強姦黨（1993）
- 烹夫（1993）
- 大昅野（1993）
- 嬌娃不設防三度偷情（1993）
- 三劍俠與飛機妹（1993）
- 新應召女郎（1993）
- 雪肌夜叉（1993）
- 鬼叫春（1993）
- 西大天王（1993）
- 唐朝禁宮風月（1993）
- 北妹皇后（1993）
- 萄蛇洪舞（1993）
- 我愛狐狸精（1993）
- 弒兄奇案（1994）
- 謎情司機（1994）
- 新七擒七縱七色狼（1994）
- 青春夢裡人（1994）
- 地下裁決（1994）
- 97風流夢（1994）
- 密室禁銅12小時（1994）
- 香港客遊曼谷（1994）
- 殺姦Ｏ娘（1995）
- 信有明天（1995）

## 外部連結
- 李中寧在香港影庫上的簡介